# Chita (Colômbia)

Localização de Chita no departamento de Boyacá.

Chita é um município no departamento de Boyacá, na Colômbia.